# Ramatipula
Ramatipula is een ondergeslacht van het geslacht van insecten Tipula binnen de familie langpootmuggen (Tipulidae).

## Soorten
Deze lijst van 10 stuks is mogelijk niet compleet.
- T. (Ramatipula) bagchiana (Alexander, 1971)
- T. (Ramatipula) bangerterana (Alexander, 1964)
- T. (Ramatipula) bilobula (Alexander, 1938)
- T. (Ramatipula) flavithorax (Brunetti, 1918)
- T. (Ramatipula) kuntzeana (Alexander, 1971)
- T. (Ramatipula) octacantha (Alexander, 1961)
- T. (Ramatipula) phallacaena (Alexander, 1964)
- T. (Ramatipula) pierreana (Alexander, 1964)
- T. (Ramatipula) podana (Alexander, 1971)
- T. (Ramatipula) shawiana (Alexander, 1953)